# Maccabi Ashdod (basket-ball)
Maillots
Maccabi Ashdod est un club israélien de basket-ball, localisé à Ashdod.
Le club joue en première division depuis la saison 2010-2011. L'équipe atteint la demi-finale de la coupe d'Israël lors de la saison 2010-2011 et la finale lors de la saison 2015-2016.
À l'issue de la saison 2019-2020, le Maccabi Ashdod est relégué en Liga Leumit, la seconde division israélienne.

## Entraîneurs
- 2008-2010 :  Rami Hadar